# DN73B
De DN73B (Drumul Național 73B of Nationale weg 73B) is een weg in Roemenië. Hij loopt van Cristian naar Ghimbav. De weg is 4,5 kilometer lang.